# Боббі Шрайвер
Боббі Шрайвер (англ. Bobby Shriver; нар.28 квітня 1954) — американський активіст, адвокат та журналіст. Він був членом міської ради міста Санта-Моніки з 2004 по 2012 рік, виконував обов'язки мера міста у 2006 році та протягом 2010 року був мером. Шрайвер племінник колишнього Президента США Джона Кеннеді та колишніх сенаторів Роберта Ф. «Боббі» Кеннеді та Едварда М. «Теда» Кеннеді. У 2006 році Шрайвер і Боно стали співзасновниками, а Шрайвер є головним виконавчим директором компанії (Product) Red, що через партнерскі стосунки з відомими глобальними брендами займається збором коштів для Глобального фонду для боротьби зі СНІДом, туберкульозом та малярією.